# Counter-Strike Online
Counter-Strike Online (CSO hay CSOL) là một game Counter-Strike với mục tiêu hướng tới thị trường game châu Á được phát hành vào năm 2008. Game dựa trên Counter-Strike và được phát triển bởi Nexon Co. Ltd. với sự giám sát từ người giữ giấy phép Valve Corporation. Game sử dụng một mô hình vi thanh toán được quản lý bởi một phiên bản tùy chỉnh trong quá trình back-end của Steam.

## Phần tiếp theo
Ngày 5 tháng 4 năm 2012, Nexon và Valve tuyên bố hợp tác để phát triển Counter-Strike Online 2, dựa trên một engine Source nâng cao và sẽ cung cấp đồ họa nâng cao, vật lý tác động mạnh mẽ cùng nhiều tính năng mới khác. Đã có xác nhận rằng Counter-Strike Online 2 sử dụng cùng phiên bản Source như Counter-Strike: Global Offensive. Tuy nhiên, nó không phải là một bản sao của CS:GO vì tất cả các tính năng trong trò chơi như mô hình, bản đồ và âm thanh đều được Nexon của Hàn Quốc xây dựng lại hoàn toàn.

## Phát hành tại Việt Nam
Đầu tháng 10 năm 2014, có nguồn tin cho hay FPT Online đưa Counter-Strike Online về phát hành tại thị trường Việt Nam. Dự kiến game sẽ đi vào hoạt động cuối năm 2014 hoặc đầu năm 2015. Sau đó, đại diện phía FPT Online từ chối trả lời cụ thể về vấn đề này, tuy nhiên hãng không phủ nhận tin đồn. Dư luận cũng lo ngại việc xuất hiện nhiều phần mềm gian lận tác động đến Counter-Strike Online sẽ khiến trò chơi gặp nhiều khó khăn khi về Việt Nam.
Tháng 12 năm 2014,Go Play chính thức tuyên bố là nhà phát hành Counter-Strike Online tại Việt Nam.Ngày 13 tháng 3 năm 2015 chính thức ra mắt trang chủ game và ngày 26 tháng 3 năm 2015 chính thức ra mắt game
Ngày 15 tháng 8 năm 2016,Go Play chính thức tuyên bố đóng cửa CSO vì số lượng người chơi ít